# Mungyeong Sangmu WFC
Der Mungyeong Sangmu WFC (koreanisch 문경 상무 WFC) ist ein Fußballfranchise aus Mungyeong, Südkorea. Zuvor war das Team von 2007 bis 2015 in Busan und von 2016 bis 2022 in Boeun ansässig. Aktuell spielt das Franchise in der WK-League, der höchsten Spielklasse des Frauenfußballs in Südkorea. Während des Militärdienstes spielen südkoreanische Fußballerinnen in diesem Franchise.

## Geschichte
Das Franchise wurde im Jahr 2007 gegründet und spielt seit der Gründung der WK-League in der Liga.
In der ersten WK-League-Spielzeit erreichten das Team den 5. Platz. Die darauffolgende Saison wurde schlechter als die Saison davor. Die Mannschaft erreichte 2010 nur den 6. Platz. 2011 konnten sie zum Ende der Saison den 4. Platz erreichen. Das ist bis dahin ihre beste Platzierung in der WK-League gewesen. 2012 konnten sie nicht mehr an ihre vorherige Saisonleistung anknüpfen und erreichten nur den 8. und damit letzten Platz. Auch 2013 konnten sie nur den 7. Platz erreichen. Der 7. Platz war der letzte Platz in der Ligasaison von 2013. In der darauffolgenden Saison konnten sie den 6. Platz erreichen. Das Franchise wurde 2015 wieder Letzter.

## Stadion
Ihre Heimspiele trug die Mannschaft von 2016 bis 2022 im 6000 Plätze fassenden Boeun-Stadion aus, seitdem spielt man im Mungyeong Civic Stadium mit 9000 Plätzen.